# Farschviller
Farschviller é uma comuna francesa na região administrativa do Grande Leste, no departamento de Mosela. Estende-se por uma área de 11.25 km², e possui 1.357 habitantes, segundo o censo de 2018, com uma densidade de 120 hab/km².